# Drilocephalus pallidipennis
Drilocephalus pallidipennis is een keversoort uit de familie withaarkevers (Dascillidae). De wetenschappelijke naam van de soort is voor het eerst geldig gepubliceerd in 1918 door Pic.